# Quaestus jubilationis
Quaestus jubilationis es una especie de escarabajos del género Quaestus, familia Leiodidae. Fue descrita por Salgado y Javier Fresneda en 2010.

## Distribución
Se encuentra en España.